# Fútbol Picante
Fútbol Picante es un programa de televisión enfocado principalmente en el fútbol mexicano producido en México por la cadena ESPN Latinoamérica. Inició sus transmisiones en 2004. El alcance de la señal abarca a México, Estados Unidos y Centroamérica.
El programa cuenta con varios analistas que van desde experimentados periodistas hasta exfutbolistas.
Fútbol Picante tiene una duración de 60 minutos aunque el tiempo de ejecución real es menor debido a los comerciales. El programa presenta una mesa redonda en la que se analizan los titulares y los resultados del fútbol del día junto con entrevistas, reportajes y momentos destacados, en su mayoría relacionados con el fútbol mexicano como la Liga MX y la selección de fútbol de México, pero también cubren las ligas de fútbol europeas y la UEFA Champions League.
Fútbol Picante es uno de los programas deportivos en español más conocidos, controversiales y más vistos tanto en Estados Unidos como en México.
El programa se filma en los estudios de ESPN México ubicados en Ciudad de México.
En 2018, el programa ganó el Premio Emmy Deportivo por Mejor programa de estudio en español.

## Historia
El programa debutó el 7 de enero de 2004, el día en que se lanzó ESPN Deportes. El primer episodio del programa fue conducido por Heriberto Murrieta con los exfutbolistas Carlos Hermosillo y Carlos Reinoso como analistas. En 2007 y 2008 se sumaron a la muestra destacados analistas como José Ramón Fernández, David Faitelson, Rafael Puente, Carlos Albert y Héctor Huerta.
En julio de 2013, una edición de mediodía del programa con un formato diferente comenzó a transmitirse entre semana con periodistas más jóvenes. Ese programa a menudo fue apodado "Fútbol Picante, Jr." por los anfitriones. La edición del mediodía finalmente comenzó a ser presentada por todos los colaboradores en 2016 y después se cambiaría a una edición matutina de 13:00-14:00 h.
Durante casi 12 años, el programa se filmó en los estudios originales de ESPN México en Tlalnepantla de Baz, Estado de México. El programa, junto con todos los programas de estudio de ESPN México, se trasladaron a los nuevos estudios de ESPN ubicados en el barrio Jardines del Pedregal de Ciudad de México en enero de 2016. El primer episodio grabado en el nuevo estudio sucedió el 4 de enero del 2016 con el dueño y el entrenador del Club Guadalajara (Jorge Vergara y Matías Almeyda respectivamente) como invitados.
En agosto de 2018, se reveló que las descargas de podcasts del programa aumentaron un 322 % en la primera mitad de 2018 en comparación con el mismo período de 2017.

## Colaboradores

### Presentadores
- José Ramón Fernández
- Heriberto Murrieta
- Álvaro Morales
- Ciro Procuna
- Javier Alarcón[8]

### Analistas
| - Roberto Gómez Junco - Rafael Puente - Hugo Sánchez - Jared Borgetti - Francisco Gabriel de Anda - Jorge Pietrasanta - Mario Carrillo - Juan Carlos Osorio (Ediciones especiales de la Copa Mundial de Fútbol de 2022) - John Sutcliffe - León Lecanda | - Ricardo Ferretti - Ricardo Pelaez - Héctor Huerta - Dionisio Estrada - Ricardo Puig - Mauricio Ymay - Felipe Ramos Rizo (Análisis arbitral) - José Luis Sánchez Solá - Jorge Ramos - Hernán Pereyra - Moisés Llorens |

## Horarios
| Inicio | Horario (                                                                                   | Canales                                                |
| ------ | ------------------------------------------------------------------------------------------- | ------------------------------------------------------ |
| 2004   | Lunes a domingo, de 23:00 a 00:00 h (TCM)/de 00:00 a 1:00 h (EST)/de 1:00 a 2:00 h (EST)    | ESPN ESPN 2 ESPN 3 ESPN 4 ESPN 5 ESPN Deportes Disney+ |
| 2013   | Lunes a viernes, de 12:00 a 13:00 h (TCM)/de 13:00 a 14:00 h (EST)/de 14:00 a 15:00 h (EST) | ESPN ESPN 2 ESPN 3 ESPN 4 ESPN 5 ESPN Deportes Disney+ |

- Horarios del Centro de México

## Coberturas
- Copa Mundial FIFA 2006 en  Alemania
- Copa Mundial FIFA 2010 en  Sudáfrica
- Copa Mundial FIFA 2014 en  Brasil
- Copa Mundial FIFA 2018 en  Rusia
- Copa Mundial FIFA 2022 en  Catar

## Redes Sociales
- Fútbol Picante en X (antes Twitter)
- Fútbol Picante en Facebook